# Nikolaus Leuw
Nikolaus Leuw o Niklaus Leuw (1551 – 6 dicembre 1612) è stato un politico, condottiero e agricoltore svizzero.

## Biografia
Di religione cattolica, fu agricoltore nella tenuta Leuwengrube a Ennetmoos e commerciante in ambito militare, sposato con Margreth von Matt. Fu usciere cantonale tra il 1575 e il 1581, e nel 1579 venne inviato presso papa Gregorio XIII e nominato cavaliere pontificio. In seguito ricoprì diversi incarichi politici: tesoriere cantonale dal 1582 al 1584, capitano in Francia nel 1587, balivo in Vallemaggia tra il 1588 e il 1589, capitano al servizio del Papa nel 1591 e nel 1593 e al servizio della Spagna nel 1594, Vicelandamano di Nidvaldo tra il 1593 e il 1598 e Landamano di Nidvaldo per tre volte, nel 1599, 1605 e 1610.